# Östra Börmtjärnen
Östra Börmtjärnen är en sjö i Bergs kommun i Jämtland och ingår i Ljungans huvudavrinningsområde. Sjön har en area på 0,142 kvadratkilometer och ligger 338,1 meter över havet. Sjön avvattnas av vattendraget Börmån.

## Delavrinningsområde
Östra Börmtjärnen ingår i det delavrinningsområde (693441-144107) som SMHI kallar för Utloppet av Östra Börmtjärnen. Medelhöjden är 400 meter över havet och ytan är 1,94 kvadratkilometer. Det finns ett avrinningsområde uppströms, och räknas det in blir den ackumulerade arean 38,76 kvadratkilometer. Börmån som avvattnar avrinningsområdet har biflödesordning 3, vilket innebär att vattnet flödar genom totalt 3 vattendrag innan det når havet efter 185 kilometer. Avrinningsområdet består mestadels av skog (78 procent). Avrinningsområdet har 0,15 kvadratkilometer vattenytor vilket ger det en sjöprocent på 7,7 procent.